# Caradrina distigma
Caradrina distigma is een vlinder uit de familie uilen (Noctuidae). De wetenschappelijke naam is voor het eerst geldig gepubliceerd in 1913 door Chretien.
De soort komt voor in Europa.